# Scoparia ejuncida
Scoparia ejuncida là một loài bướm đêm trong họ Crambidae.